# Saint-Luc VS
| VS ist das Kürzel für den Kanton Wallis in der Schweiz. Es wird verwendet, um Verwechslungen mit anderen Einträgen des Namens Saint-Luc zu vermeiden. |

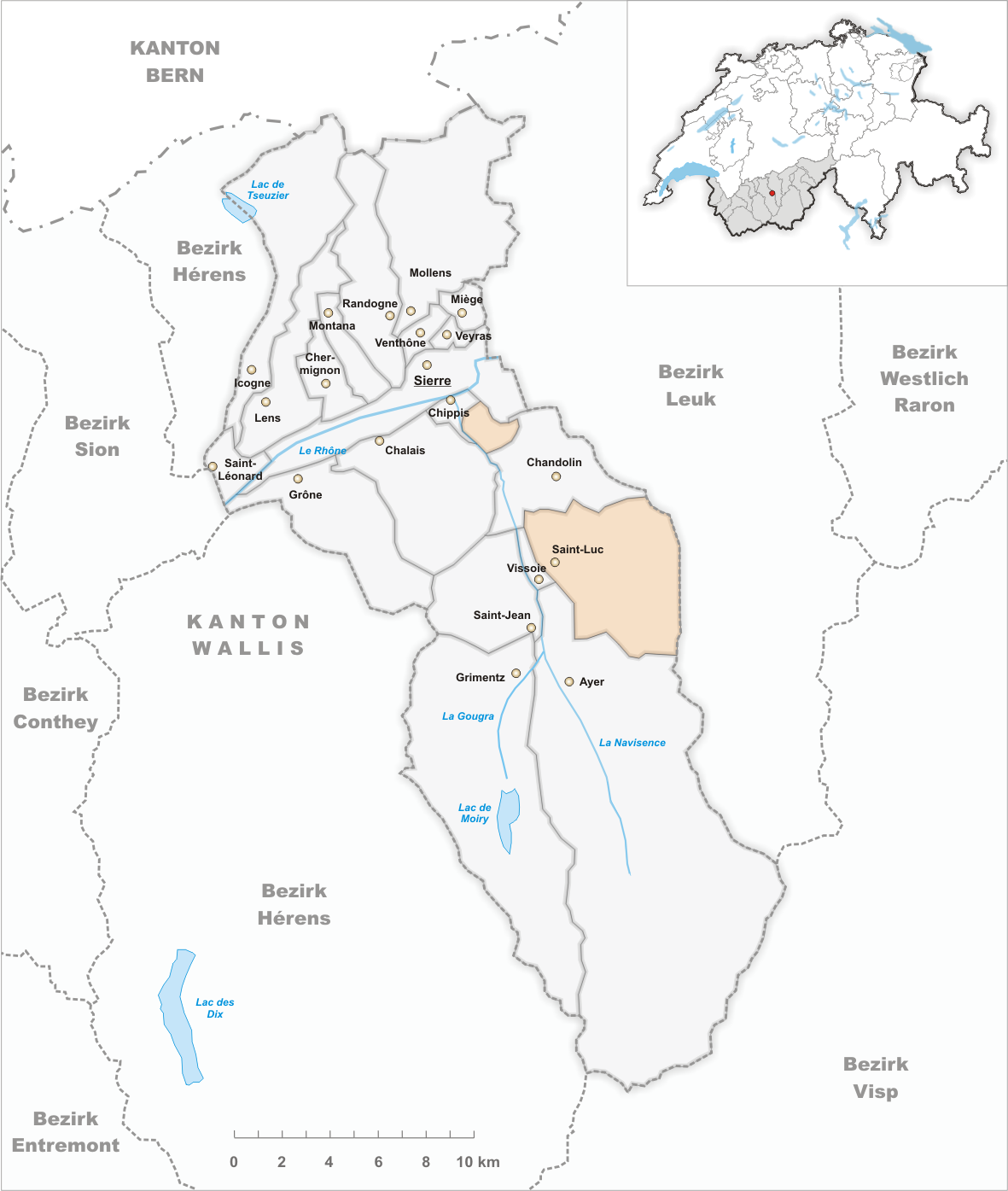
Gemeindestand vor der Fusion am 1. Januar 2009

Saint-Luc (heute offiziell St-Luc geschrieben) ist  eine Pfarrgemeinde des Dekanats Siders sowie eine Burgergemeinde mit einem Burgerrat im Bezirk Siders und war bis zum 31. Dezember 2008 eine politische Gemeinde im Val d’Anniviers des Kantons Wallis in der Schweiz.

Luftbild (1970)

## Gemeindefusion
Auf den 1. Januar 2009 hat Saint-Luc mit den übrigen fünf Gemeinden des Tals (Ayer, Chandolin, Grimentz, Saint-Jean und Vissoie) zur Gemeinde Anniviers fusioniert.
Zur Gemeinde gehörte auch die Exklave Niouc oberhalb des Industriestandortes Chippis.
Saint-Luc verfügt über ein gemeinsames Skigebiet mit Chandolin. Dieses wird mit der Standseilbahn Funiculaire de St-Luc - Tignousa erschlossen.

## Bevölkerung

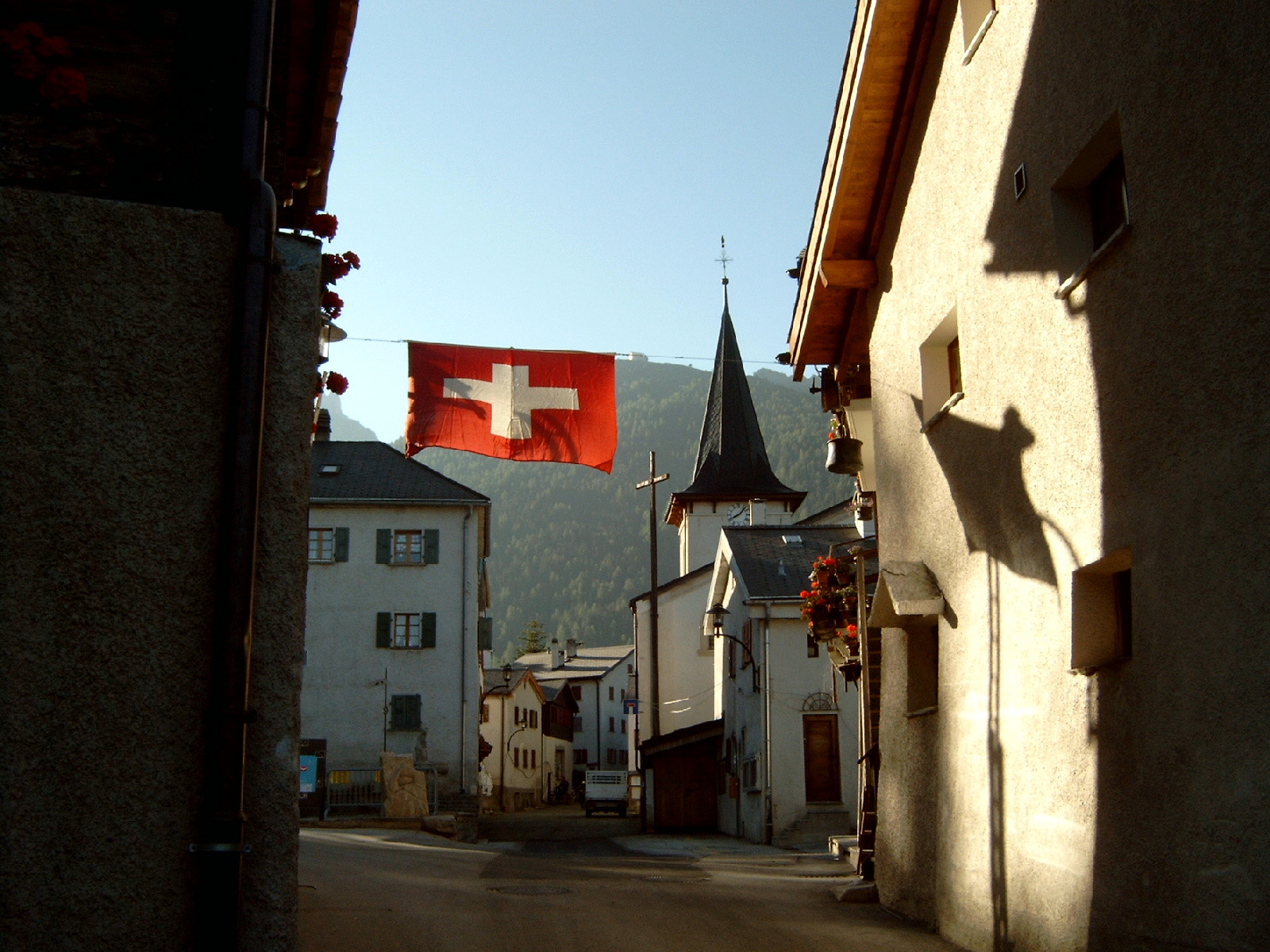
Dorfzentrum

| Bevölkerungsentwicklung | Bevölkerungsentwicklung | Bevölkerungsentwicklung | Bevölkerungsentwicklung | Bevölkerungsentwicklung | Bevölkerungsentwicklung |
| ----------------------- | ----------------------- | ----------------------- | ----------------------- | ----------------------- | ----------------------- |
| Jahr                    | 1850                    | 1900                    | 1950                    | 2000                    | 2018                    |
| Einwohner               | 385                     | 501                     | 240                     | 319                     | 334                     |

## Bauwerke
- Pont Niouc

## Sehenswürdigkeiten
- Pierre des Sauvages[2]